# 箆津氏
箆津氏（のづし）は、伯耆国の国人一族で南北朝から室町時代にかけて勢力を誇っていた。野津氏ともいわれる。

## 来歴
箆津氏は同国八橋郡安田庄箆津郷（現・東伯郡琴浦町）に拠った一族であり、同郡岩井垣城を代々居城にしていた。岩井垣城を拠点とする以前の箆津氏についてはあまり詳しく分かっていないが治承3年（1179年）に起きたツホカミ山の戦いで源氏方の東郷家平を討ち取った武士の中に野津蔵人仲吉なる人物が見え箆津氏の先祖ではないかと考えられている。「鳥取県史」などによれば箆津豊後守の代に退休寺を建立、相当の経済力があったと指摘されている。室町時代には守護山名氏の傘下に入り、被官関係を結び、伯耆衆の一員として活躍した。

### 箆津一族
文献等には名が残されている箆津氏だが、一族の中で実名や活躍が詳しく伝えられている人物はほんのわずかである。最も有名なのが箆津豊後守敦忠であり、現在も墓所が残っており、箆津地区の人々から篤く祭られている人物である。このほかの人物はとなると、わずかに前述した野津蔵人仲吉と箆津信清の2人しか伝わっていない。この人物は室町期の人物で1401年（応永8年）、退休寺領を増やし、殿堂の改造や七堂伽藍の建立を行ったと伝えられる。